# Yuki Yokosawa
Yuki Yokosawa (29 de outubro de 1980) é uma judoca japonesa.
Foi vice-campeã olímpica em Judô nos Jogos Olímpicos de Verão de 2004, Atenas na categoria até 52Kg, além de ter sido vice-campeã e medalha de bronze em Campeonatos Mundiais de judô.